# 奔騰OverDrive

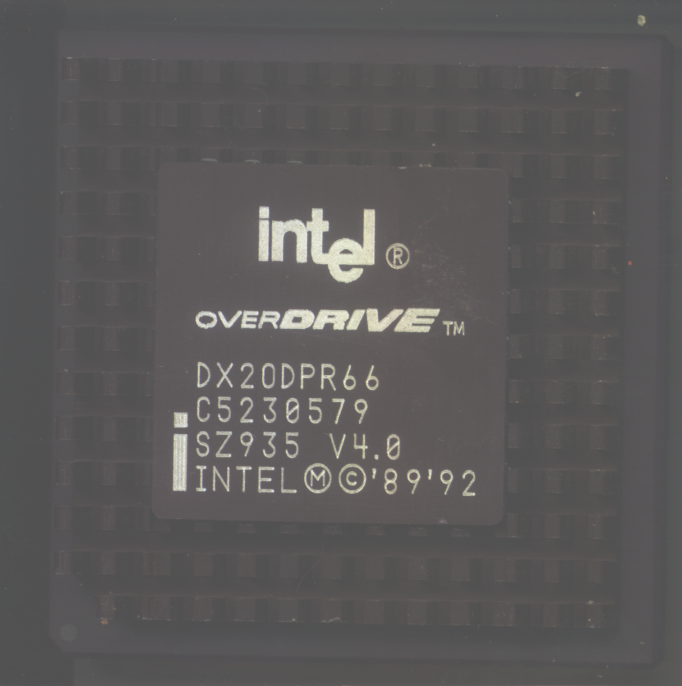
一顆Intel 80486 DX2ODPR66的處理器

Pentium OverDrive是一種供舊有使用Intel 80486處理器電腦升級用的處理器。OverDrive系列具有兼容上一代系統的腳位與新的運算核心，兼容於Intel 80486的Socket 2腳位，但採用P5 Pentium核心。但自從低價電腦流行以來，此一產品線已淡出市場。因為電腦通常都直接整部全新購買，無需藉由這種方式升級。